# Sutivan
Sutivan – miejscowość i gmina w Chorwacji, w żupanii splicko-dalmatyńskiej. W 2011 roku liczyła 822 mieszkańców, a w 2021 roku liczba ta wzrosła do 983.

## Charakterystyka
Jest położony w północno-zachodniej części wyspy Brač, 7 km na zachód od Supetaru, a także naprzeciwko Splitu. W miejscowości funkcjonuje port. Główne zabytki Sutivanu to m.in.: XVI-wieczny kościół parafialny pw. Wniebowzięcia NMP, kościół św. Jana, kościół św. Rocha z 1635 roku, renesansowy dom Jakova Božićevicia-Natalisa z 1505 roku, barokowy dom poety Jerolima Kavanjina, zamek rodziny Marjanović z 1777 roku, cmentarz z 1634 roku i dom Definis z końca XVIII wieku z kolekcją mebli i przedmiotów artystycznych i fundamenty kościoła wczesnochrześcijańskiego z VI wieku.
Lokalna gospodarka opiera się na rolnictwie, rybołówstwie, turystyce i produkcji opakowań dla przemysłu farmaceutycznego i spożywczego.
Osada Sutivan, dawniej funkcjonująca pod nazwami Sveti Ivan, Stivan i Stivanj, została założona na przełomie XV i XVI wieku. Na przełomie XIX i XX wieku miała miejsce emigracja miejscowej ludności do Ameryki Północnej i Południowej.